# Pyrrhia angulata
Pyrrhia angulata là một loài bướm đêm trong họ Noctuidae.